# Butler Village
Butler Village es un villa de Trinidad y Tobago, que forma parte de la región de Couva-Tabaquite-Talparo.

## Geografía
La villa abarca parte de la isla Trinidad y limita al norte con Felicity (perteneciente al borough de Chaguanas), al sur con Warren Village, al este con Carapichaima y al oeste con Brickfield y Waterloo.

## Demografía
Datos demográficos de la villa de Butler Village:
| Gráfica de evolución demográfica de Butler Village entre 2000 y 2011 |
|                                                                      |